# Erethistes
Erethistes — рід риб родини Erethistidae ряду сомоподібних. Має 2 види. Наукова назва походить від грецького слова erethizo, що перекладається як «те, що дратує».

## Опис
Загальна довжина представників цього роду коливається від 2,2 до 4,2 см. Голова велика, широка. Морда конічної форми. Верхня губа має сосочки. Є 4 пари невеличких кільчастих вусів з чорними кільцями. Тулуб кремезний, короткий, трохи сплощений. Спинний плавець помірно високий, промені розділені, перший промінь — жорсткий, наче шип, з борознами. Грудні плавці помірно широкі. Клейковий апарат між ними відсутній. Анальний плавець має 8-12 м'яких променів.
Забарвлення доволі строката, де переважають темні кольори.

## Спосіб життя
Це демерсальні риби. Зустрічаються у швидких потоках і кам'янистих ґрунтах. Тримаються невеличкими косяками. Вдень лежать на піску. Активні у присмерку та вночі. Живляться дрібними безхребетними.

## Розповсюдження
Поширені у північній течії річок Ганг та Брахмапутра (північна Індія та Непал), в басейні річки Салуїн (прикордоння М'янми і Таїланду).

## Тримання в акваріумі
Підходить невеликий акваріум заввишки 15-25 см, завдовжки 60-70 см і завширшки 25-30 см. На дно насипають суміш дрібного і середнього піску темних тонів. Зверху укладають невеликі камені неправильної форми. Рослини не потрібні.
Це мирні соми. Утримувати їх треба в кількості 10-20 штук. Сусідами можуть бути невеликі рибки роду Boraras, Microrasbora, маленькі види шістур, в'юни роду Pangio, креветки. Їдять в неволі дрібний живий харч. Незважаючи на невеликі розміри здатні проковтнуть мотиля середнього розміру. Без проблем звикають до фаршу з креветок і молюсків.
З технічних засобів знадобиться потужний внутрішній фільтр або помпа, компресор. Температура тримання повинна становити 20–24 °C

## Види
- Erethistes maesotensis
- Erethistes pusillus